# 鰺ヶ沢中村テレビ中継局
鰺ヶ沢中村テレビ中継局（あじがさわなかむらテレビちゅうけいきょく）は、青森県西津軽郡鰺ヶ沢町に置かれているテレビ中継局である。

## 中継局概要

### デジタルテレビ放送
| リモコン 番号 | 放送局名         | チャンネル 番号 | 空中線 電力 | ERP  | 偏波面   | 放送対象地域 | 放送区域 内世帯数 | 運用開始日     |
| ------------- | ---------------- | --------------- | ----------- | ---- | -------- | ------------ | ----------------- | -------------- |
| 1             | RAB 青森放送     | 22              | 1W          | 5.9W | 水平偏波 | 青森県       | 約300世帯         | 2010年 9月30日 |
| 2             | NHK 青森教育     | 26              | 1W          | 5.9W | 水平偏波 | 全国         | 約300世帯         | 2010年 9月30日 |
| 3             | NHK 青森総合     | 20              | 1W          | 5.9W | 水平偏波 | 青森県       | 約300世帯         | 2010年 9月30日 |
| 5             | ABA 青森朝日放送 | 24              | 1W          | 5.9W | 水平偏波 | 青森県       | 約300世帯         | 2010年 9月30日 |
| 6             | ATV 青森テレビ   | 18              | 1W          | 5.9W | 水平偏波 | 青森県       | 約300世帯         | 2010年 9月30日 |

- 所在地： 鰺ヶ沢町（天狗岩）[2]
- 放送区域： 鰺ヶ沢町の一部[2]
- 2010年6月22日に予備免許が交付され[3][4]、8月下旬に試験電波を発射。9月28日に本免許が交付され[1]、9月30日に本放送を開始した[1]。

### アナログテレビ放送
| チャンネル 番号 | 放送局名         | 空中線電力 （映像/音声） | ERP （映像/音声） | 偏波面   | 放送対象地域 | 放送区域 内世帯数 | 運用開始日     |
| --------------- | ---------------- | ------------------------ | ----------------- | -------- | ------------ | ----------------- | -------------- |
| 36              | ABA 青森朝日放送 | 10W/2.5W                 | 60W/15W           | 水平偏波 | 青森県       | -                 | -              |
| 40              | NHK 青森教育     | 10W/2.5W                 | 59W/14.5W         | 水平偏波 | 全国         | -                 | 1993年12月10日 |
| 42              | NHK 青森総合     | 10W/2.5W                 | 59W/14.5W         | 水平偏波 | 青森県       | -                 | 1993年12月10日 |
| 56 → 50         | ATV 青森テレビ   | 10W/2.5W                 | 59W/14.5W         | 水平偏波 | 青森県       | -                 | 1992年1月29日  |
| 52              | RAB 青森放送     | 10W/2.5W                 | 59W/14.5W         | 水平偏波 | 青森県       | -                 | 1992年1月29日  |

- 所在地： デジタルテレビ放送に同じ
- 2011年7月24日をもってすべて廃止された。
- NHKは当初、中下地区に中継局を置き、総合43チャンネル、教育45チャンネルで送信していたが、中村地区での受信状況が良くないため、浜横沢地区にある既存のテレビ中継局に、NHKテレビ中継局を併設する形となったものである。なお、中下地区にあった中継局は、1993年12月21日をもって廃局となった[5]。